# Caulanthus
Caulanthus là chi thực vật có hoa trong họ Cải.